# グワジン
グワジン (GWAZINE) は、『ガンダムシリーズ』のうち、宇宙世紀を舞台にした作品に登場する架空の宇宙戦艦。初出は1979年放送のテレビアニメ『機動戦士ガンダム』。「グワジン級」とクラス名になったのは『モビルスーツバリエーション』の文字設定より。
作中の敵勢力であるジオン公国軍が運用する大型宇宙戦艦で、先の尖った赤い艦体と、後部の8つの球形タンクが特徴。公国軍の枢軸であるザビ家の親族がおもに座乗する。
本項ではジオン公国軍の残党組織（ネオ・ジオンなど）において運用されたグワダンやレウルーラなどの後継艦についても記述する。

## 概要
艦隊旗艦となるべく建造された艦で、完成と同時にもともと戦艦であったチベ級は重巡洋艦に艦種変更されている。ジオン公国軍艦艇の中でも特に強力であるとされ、モビルスーツ（MS）を艦底部に多数（資料により10機、約20機、24機など）搭載可能なほか、連装メガ粒子主砲3基、連装メガ粒子副砲10基、その他ミサイルランチャーと個艦火力も充実している。なお、副砲はムサイ級の主砲を改良したものを使用しているという説もある。外見的な特徴でもある球形の大型燃料タンクを持ち、無補給で火星と木星の間のアステロイドベルトまで辿り着ける長大な航続力をもち、これをもって本艦を「万一の事態を考慮したザビ家の脱出措置」とする資料もある。
大きく翼を広げた艦形は、本艦が元々は大気圏突入 / 飛行能力込みで設計された名残である。艦首には地上との連絡用として大型宇宙往還機が接続されている（本編未使用）。なお、建造に手間が掛かるため、グワジン級への座乗はザビ家と、ザビ家に信頼される重要な部下にだけ許されている。
宇宙世紀0076年3月に1番艦が就役。建造量は8隻もしくは10隻以上とされる。少なくとも開戦時のジオン公国保有戦艦（グワジン級に限らない）は8隻である。ルウム戦役にはグワランなど3隻あるいは4隻（戦艦はグワジン級以下4隻とする資料もある）、ソロモン攻防戦にはグワランなどグワジン級以下3隻、ア・バオア・クー攻防戦にはグワデン、アサルム、グワリブ、グワジンなど4隻以上が参加している。アニメ『機動戦士ガンダム』劇中ではア・バオア・クーにてキシリアのグワジンが到着する前に3隻が同時登場する場面がある。戦後はアサルムなど数隻がアクシズへ向かい地球圏を離脱している。
複数存在するものの、アニメ作中に登場したものはすべて艦体色が赤である。劇場版第1作公開時は全長294メートルの設定であったが、OVA『機動戦士ガンダム0083 STARDUST MEMORY』に登場した同型艦「グワデン」は全長440メートルと1.5倍以上に変更されている。しかしこれが他のグワジン級も同様かは曖昧で、グワジンの全長を440mとする資料もあるが、一部資料ではグワデンのみ「グワジン級グワデン型」と細分類する記述もある。
漫画『機動戦士ガンダム THE ORIGIN』では、デギン公王専用「グレート・デギン」1隻のみが建造された超大型宇宙戦艦と設定され、艦上部の大型メガ粒子主砲塔が4基に増えている。ルウム戦役直前では作戦会議場として使用され、作戦中はデギンとガルマを乗せ後方に配置されるが、このときは「グワジン」と呼ばれている。

## 同型艦

### グワジン
アニメ『機動戦士ガンダム』に登場（艦籍番号：BB-38）。
突撃機動軍司令官キシリア・ザビ少将の座乗艦とされる。1番艦とする資料もあるが、1番艦はグレート・デギンとされるのが一般的であるため、グワジンはおのずから3番艦ないしは4番艦となる（2、5番艦は後述）。少なくともア・バオア・クーで轟沈したキシリア・ザビの艦は3番艦とされる。『機動戦士ガンダム』劇中では、他の艦が「グレート・デギン」「グワリブ」「グワラン」などと具体的な艦名で呼ばれているのに対し、キシリア座乗艦のみ「グワジン」と呼ばれる。なお、漫画『THE ORIGIN』では、キシリアはドロス級空母「ドロス」およびチベ級戦艦「パープル・ウィドウ」に座乗している。
『機動戦士ガンダム』ではオデッサ作戦以前にキシリアが戦場視察のため本艦に乗りグラナダを出発し地球に向かっている。ソロモン陥落後に再びキシリアを乗せ「グワリブ」らと共にグラナダを出発（ただしキシリアは「グワリブ」に乗っていたとする資料もある）、シャア・アズナブルの指揮のザンジバル級と合流し遊撃艦隊を編成する（「グワリブ」ほか一部は別行動）。地球連邦軍第13独立部隊の「ホワイトベース」らと2度の交戦の末に本艦以外は喪失、残ったシャアの乗るゲルググを回収しア・バオア・クーへ入港している。
『機動戦士Ζガンダム』では、漂流艦としてグワジン級が登場するが、これをキシリア座乗艦であったとする資料もある。船荒らしによって荒らされているものの原形をとどめており、艦首に損傷も無い。第26話では艦内で戦闘も行われている。

### グワラン
『機動戦士ガンダム』に登場。
宇宙攻撃軍司令官ドズル・ザビ中将の座乗艦。ルウム戦役ではムサイ級巡洋艦ファルメルではなく本艦を旗艦としていたとする資料もあり、漫画『虹霓のシン・マツナガ』でもこれを踏襲している。
ソロモン防衛戦時にはティアンム提督率いる連邦軍第2連合艦隊を迎撃、テレビ版第35話ではソーラ・システム照射中の連邦軍に対しムサイ級2隻とともに砲撃をおこなうが、その後「応答なし」となっており、撃沈されたとする資料もある。
一方で、劇場版『機動戦士ガンダムIII めぐりあい宇宙編』のエンディングに現れ（ブリッジにシャア・アズナブルらしき人影が見える）去ってゆくグワジン級は本艦であるとされる。さらに本艦がア・バオア・クー陥落後に周辺宙域から離脱するのを目撃したという証言もあるが、真偽は不明とされている。
漫画『THE ORIGIN』では、チベ級戦艦として描かれている。

### グワリブ
『機動戦士ガンダム』に登場。
突撃機動軍所属。ソロモン陥落後にグラナダから発進したグワジン級2隻のうちの1隻。シャア・アズナブルの指揮するザンジバル級との合流の際、ブリッジクルーの台詞に「グワリブ」の名が挙がり、シャアが「キシリア殿がようやく重い腰を上げたというわけか」と呼応している。ア・バオア・クー攻防戦で撃沈したとされる。
マ・クベがソロモンを脱出したミネバ・ラオ・ザビらを救出する際に座乗するグワジン級も「グワリブ」であるとする資料がある。
一説ではキシリア・ザビの座乗艦とされ、漫画『機動戦士ガンダム ギレン暗殺計画』でもこの説に従っているが、『機動戦士ガンダム』劇中ではキシリアは自分の艦を「グワジン」と明言しており、キシリアの乗るグワジン級と「グワリブ」は別の艦とする資料もある。またギレンの座乗艦とする資料もある。

### グレート・デギン
Great Degwin
『機動戦士ガンダム』に登場。1番艦とされ、デギン・ソド・ザビ直属艦隊の旗艦。艦首に大きく黄色いジオン公国章が描かれている。
ア・バオア・クー防衛戦直前の宇宙世紀0079年12月30日、デギンみずからが地球連邦との和平を結ぶためにこの艦とムサイ数隻で独自行動を取り、連邦軍のレビル将軍の艦隊と接触しようとするところを、ギレン・ザビの謀略によりソーラ・レイによって沈められている。
『機動戦士ガンダム』が打ち切られなかった場合のシナリオ案（いわゆる「トミノメモ」）では、ホワイトベースに接触して和平仲介を求めるが、ギレンの意を汲んだMSキケロガ部隊の襲撃によってデギンもろとも撃沈される。
雑誌企画・漫画『A.O.Z Re-Boot ガンダム・インレ-くろうさぎのみた夢-』には、グレート・デギンと同様、艦首にジオン公国章が描かれた艦名不詳のグワジン級が登場する。船体を前後に分断された残骸として火星近傍を漂流しているが、詳細は不明。

### グワデン
Gwaden
『機動戦士ガンダム0083 STARDUST MEMORY』登場。6番艦とされる。
一年戦争からのエギーユ・デラーズの座乗艦。宇宙攻撃軍ソロモン防空隊に配備され、後にア・バオア・クー統一軍総帥直属艦隊の旗艦となる。
一年戦争後は、デラーズ・フリートの拠点である茨の園の中枢部としても機能している。
デラーズ紛争最終局面において、シーマ艦隊による制圧の後にアナベル・ガトー搭乗のノイエ・ジールにメインブリッジを破壊され、脱出したシーマ・ガラハウ搭乗のガーベラ・テトラによって後部MSデッキを破壊され、最終的にはソーラ・システムIIの照射に巻き込まれて轟沈。
艦内に広々とした謁見室を有しているため、ギレン・ザビの座乗艦ではないかとする説もある。
なお『機動戦士ガンダム MS IGLOO』で、ア・バオア・クーから離脱する艦がグワデンとされることがあるが、デラーズの艦がSフィールドに展開しているのに対し、本艦はNフィールドから逃げてきたと言及されており、編成もデラーズ艦隊のものとは異なる。

### 映像作品以外
ガンドワ
小説版『機動戦士ガンダム』におけるドズル・ザビの座乗艦。
ギドル
『機動戦士ガンダム』に登場。名称は小説版『機動戦士ガンダム』からで、テレビ版では不明。
ソーラ・レイ指揮艦。アサクラ大佐が搭乗し、ソーラ・レイの指揮を執っている。
ズワメル
小説版が初出。キシリア・ザビの座乗艦で、初登場時はザンジバル級機動巡洋艦とされるが、その後は「戦艦」に区分され、「尖った船首」「剥き出しのタンク類」といった描写があり、挿絵（ソノラマ文庫版）ではグワジン級として描かれている。ギレン・ザビ討伐のためシャアらを乗せ、連邦軍の「ペガサス・J」とともにサイド3コロニー「ズム・シティ」に侵入する。
『モビルスーツバリエーション』にも同名艦が登場するが、キシリアの座乗艦であることは書かれていない。ア・バオア・クー攻防戦終了直後、ゲルググ十数機とともにグラナダから離脱して行方不明になったとされる。その後も連邦軍は発見に至っていない。
グワメル
書籍『ガンダムセンチュリー』に登場。2番艦とされる。
地球侵攻作戦のおり大気圏突入試験が行われたが、船体の強度不足から高度30,000メートルで空中分解している。この事故のあとにグワジン級の大気圏突入はおこなわれなかったとされる。
2番艦は行方不明となっており、小惑星基地アクシズに逃げたとする説もあるとしている資料もある。
アサルム
『機動戦士Ζガンダムを10倍楽しむ本』が初出で、シャア・アズナブルがア・バオア・クーから脱出する際に使用したとされるが「戦艦」としか書かれていなかった。ゲームブック『機動戦士ガンダム最期の赤い彗星』ではマ・クベの座乗艦であったグワジン級5番艦として登場する。『機動戦士Ζガンダム大事典』でもシャアがア・バオア・クーからアクシズまで乗艦した「グワジンタイプ」とされる。突撃機動軍第5遊撃艦隊所属で、艦籍番号はNF-104-A。
『最期の赤い彗星』では、シャアがア・バオア・クー脱出の際、係留されている本艦を数人の仲間とともに奪取し、アクシズへ向けて脱出している。
漫画『機動戦士ガンダム C.D.A. 若き彗星の肖像』では、マ・クベがシャアとともにア・バオア・クーからミネバを連れてアクシズへ脱出する際、グワジン級に座乗している。ただし劇中では「グワジン」と呼ばれている。
グワバン
書籍『ENTERTAINMENT BIBLE.3 機動戦士ガンダムMS大図鑑 PART.3 アクシズ戦争編』（1989年発行、バンダイ）に艦名のみ記載。詳細不明。
グワダン
書籍『機動戦士ガンダムRPGエキスパンション 一年戦争史』に艦名のみ記載。詳細不明で、のちのネオ・ジオン旗艦グワダンとの関係も不明。
グワザン
漫画『機動戦士ガンダム C.D.A. 若き彗星の肖像』に登場。宇宙世紀0077〜78年、マハラジャ・カーンがアクシズへ赴任する際に搭乗している。
グワシュ
漫画『機動戦士ガンダム 宇宙のイシュタム』に登場。一週間戦争において、ブリティッシュ作戦実行艦隊の指揮を執っている。

## 後継艦
グワジン級は大型戦艦の代名詞となり、後のアクシズやネオ・ジオンでグワジン級の流れを汲む戦艦が建造されている。グワジン級同型艦のみならず、ここに上げる後世の改良型も全て、艦体色が赤に統一されている（グワーシャを除く）。

### グワダン
『機動戦士Ζガンダム』に登場する、グワジン級の流れを汲む超大型戦艦。ネームシップの他に同型艦が2隻建造されている。
艦体色や艦体後部に設置された巨大な球状燃料タンクなどにグワジン級の名残を留めている。艦体上部にMSカタパルト2基、下部にMSを任意の方向に射出できるMSランチャーを備える。対艦火力では劣るが長距離巡航性能と搭載MS数はティターンズのドゴス・ギアをも上回る。その主砲でグリプス2（コロニーレーザー）の核パルス・エンジンを破壊している。
全長など詳細スペックは設定されていないが、劇中ではドゴス・ギアと並ぶシーンがあり、同艦よりさらに大きく描かれている。MS搭載数も不明だが、ガザCクラスであれば100機近く搭載可能との説もある。対空火力については、設定書に「無数」と書かれている。いずれにせよ、1隻で数隻の艦隊と同等の作戦行動を可能にするコンセプトで建造された艦である。
なお、「グワダン」は撃沈されるものの、『機動戦士Ζガンダム』第49話で同型艦が登場、ハマーンのキュベレイと多数のガザCがここから発進している（グワダンの作画の使い回し）。この艦についての詳細は不明。以降は続編の『機動戦士ガンダムΖΖ』を含め登場していない。
同型艦
グワダン
アクシズの総旗艦。内部にはザビ家頭領、ミネバ・ラオ・ザビの謁見の間があるなど、総旗艦らしい造りがなされている。艦長はトリッパー。
第46話での、パプテマス・シロッコの指揮するティターンズ艦隊との交戦で轟沈。
グワレイ
Gwa-ley
雑誌企画『ガンダム・センチネル』に登場。
トワニング提督が指揮するグワレイ艦隊の旗艦。まだアクシズによる宣戦布告前であったため、早々に撤退している。
主な搭載機は、ガザC、ガザE。
イン・エクセス
ゲームブック『機動戦士ガンダム シャアの帰還』に登場。
ダンジダン・ポジドン少将率いる、第一次ネオ・ジオン抗争後の残存ネオ・ジオンの艦として登場。特殊任務仕様に改修した量産型キュベレイなどを艦載する。
グワジャル
漫画『機動戦士ガンダムF90 ファステストフォーミュラ』に登場。ネオ・ジオン残党組織「レガシィ」の旗艦。宇宙世紀0116年のトリムールティ攻略戦が失敗に終わり、総帥ライン・ドラグンを失うも残存艦とともに撤退する。
このほか、漫画『機動戦士ガンダム ムーンクライシス』には、グワダン級の設計データを原型として地球連邦軍が建造した空母「ベクトラ」が登場する。

### グワンバン
『機動戦士Ζガンダム』『機動戦士ガンダムΖΖ』に登場する、アクシズ（ネオ・ジオン）の大型戦艦。グワジン級戦艦の発展型であり、グワジン級と呼ばれることも多い。
『Ζガンダム』放送直後には、グワダンより後に建造されたより大型の艦とする関連本もあったが、その数年後にはグワダンよりも先に設計・建造された艦とする関連本も出された。同型艦グワンザンが登場したOVA『機動戦士ガンダム0083 STARDUST MEMORY』発売後は後者とするのが一般的で、全長415mと一年戦争時に建造されたグワデンより一回り小さいとされた。さらにグワンバン、グワンザンともに一年戦争末期（後者は終戦直前）に就役し、ザビ派部隊に接収されアクシズに渡ったとする関連本もある。
戦艦としての火力、搭載能力はグワダンやサダラーンに劣る。しかし艦首上部MSデッキには大型MAを収納・整備できるスペースがあり、全長70mクラスのノイエ・ジールや全高40mのクィン・マンサを搭載している。グワダンは収容力は上でもこのような構造にはなっていない。下部MSハッチ内側にMSカタパルトが2基ある。
同型艦
グワンバン
『機動戦士Ζガンダム』第46話で初登場。グワダンの沈没後、『機動戦士ガンダムΖΖ』でサダラーンが完成するまでの間、一時的にアクシズおよびネオ・ジオンの総旗艦となる。その際にグワダンから引き続きトリッパーが艦長となる。また、グレミー・トト反乱時には、トト派の旗艦となる。劇中では沈むシーンは無いが、第一次ネオ・ジオン抗争後の去就は不明。
グワンザン
Gwanzan
『機動戦士ガンダム0083 STARDUST MEMORY』に登場。
アクシズ先遣艦隊の旗艦。艦隊司令はユーリー・ハスラー少将。アクシズは当時まだ交戦意思をもっていないため、デラーズ・フリートへのノイエ・ジール受け渡しと、星の屑作戦終了後の残存兵力回収のみを行っている。
グランバン
小説版『機動戦士ガンダムΖΖ』に登場。

### サダラーン
『機動戦士ガンダムΖΖ』に登場する、ネオ・ジオン軍の機動戦艦。
グワンバン級大型戦艦と比較するとやや小型だが、武装は強化されている。MS搭載機数は不明。カタパルト2基装備。艦最上部のブリッジはダミーで、メインブリッジはMSデッキ上に存在する。大気圏突入能力と大気圏内航行能力を持つが、大気圏離脱能力は不明。また、艦首に大型のコムサイを搭載とする資料もある。
同型艦
サダラーン
グワダン、グワンバンに続くネオ・ジオン軍の総旗艦であり、第一次ネオ・ジオン抗争の中期からハマーン・カーンが座乗する。
ハマーンは本艦に座乗し地球降下作戦を展開する。なお、先に降下しダカールを制圧した先遣艦隊も同型艦を使用している。
地球での作戦終了後にハマーンはシャトルで宇宙に上がるが、本艦のその後についてははっきりしない。地球に残されたとする説もあるが信頼性に欠ける。コア3に駐留し、旗艦としてグレミー・トトの反乱軍と艦隊戦を行った同型艦も「サダラーン」と呼ばれており、大気圏を離脱し再び宇宙へ上がった本艦である可能性がある。
サザダーン
ホビージャパン発行のゲームブック『機動戦士ガンダムΖΖ ヘルメス夢幻』に登場。主人公がとらえられたネオ・ジオンの戦艦。女性将校ミディ・ホーソンが座乗。主な搭載機は、ガザT、ガ・ゾウム、ドーベン・ウルフ、ズサ、バウbis。
漫画『機動戦士ガンダム ヴァルプルギス』にもネオ・ジオン軍残存艦として登場。宇宙世紀0089年にサイド2コロニー「オリンポス」近傍でエゥーゴ艦隊と交戦するが、突如現れたMS・オーヴェロンにブリッジをビーム・サーベルで一刀両断にされ撃沈される。主な搭載機はガザDとガルスJ。
ミダラーン (Midalahn)
漫画『A.O.Z Re-Boot ガンダム・インレ-くろうさぎのみた夢-』に登場。ジオン残党組織「ジオンマーズ」が火星全土を支配していた時代に建造される（ジオンマーズとアクシズは当時協力関係にあったとされる）。サダラーンの姉妹艦だが、艦体中央MS格納庫が拡大され下部にはグワダン級と同等のカタパルトをもち、ダミーブリッジを持たず中央部に集中したブリッジ、エンジンブロックの大型化、燃料タンク増設、艦首デザイン変更などにより本体外観も原型のグワジン級やその発展形グワダン級に類似する。それに伴い武装レイアウトも変更され、サダラーン級では側面や後方にも立体的に搭載されていた連装メガ粒子砲は、艦上部に4門、艦底に2門で全て前方向きとなっており、艦体左右に存在した大型メガ粒子砲は本艦には存在しない。これらのデザイン上の違いはジオンマーズの実戦から遠い火星圏において、実用性より旗艦としての象徴性を優先したために発生したとされる。
ジオンマーズの旗艦となるが、同組織の高官兼親衛隊隊長（のちに総司令）、アウトロー・チェスターの息子、チェスターJr.が艦隊の総指揮官（提督）として座乗し、ネオ・ジオン軍の地球侵攻作戦に呼応して地球圏に向かう。しかし、そこではハマーン派とグレミー派の内戦が勃発しており、そのいずれにも与しない派閥を糾合して火星に帰還する。だが火星は反目していたジオン残党勢力「レジオン」に支配されており、艦隊とともに火星降下作戦を強行するが、監視衛星「エレノア」の砲撃によって半壊、そのまま大気圏に突入し燃え尽きる。
ファドラーン
漫画版『機動戦士ガンダム Twilight AXIS』に登場。小説版やアニメ版には登場しない。
アクシズから回収された文書では「サダラーン級サイコミュ防御実証艦ファドラーン」と呼称されているが、制式名称であるかは不明。グリプス戦役以前からグレミー・トトの管轄下で開発される。兵装のほぼすべてがサイコミュによってコントロールされ、主砲や機銃などを射出してオールレンジ防衛をおこない艦を守るというシステムを主軸としている。これは、高機動兵器であるMSの出現により攻撃の主力たり得なくなった軍艦の、もてる攻撃能力をほぼすべて防御に転化して自己防御を徹底することにより、艦隊を防衛するMSを攻撃に充てることを企図したものといわれる。主艦橋部の直下にサイコミュ統制ルームを有するとされ、予備を含めて最高12人の人工ニュータイプが1組となり艦をコントロールする。
武装は本艦専用に設計された機動砲塔や射出式銃座ユニット、並びに当面の実験用兵装としてゲーマルク用のマザー・ファンネル・システム、ミサイルやデブリに対処するための自動防衛システムであるインコムを搭載する。劇中ではサダラーン級と同型の大型メガ粒子砲や、艦橋防御用の大型リフレクター・インコムが確認できる。
小説版及びアニメ版に登場したMAアハヴァ・アジールに代わって、宇宙世紀0096年のアクシズ内部に艦首が未建造の状態で放置されている。アルレット・アルマージュがダントン・ハイレッグのR・ジャジャを救援するために1人で操艦し、ガンダム・トリスタン〈フェイルノート〉と交戦する。アルレットのニュータイプ能力ではサイコミュを起動できず苦戦、ダントンが操艦を代わっても状況は変わらないが、轟沈寸前にサザビーの残骸から取り外してあったサイコフレームが発光してマザー・ファンネル・システムが起動、シャアを彷彿させるファンネルの動作によってフェイルノートを無力化する。
交戦の際の映像が同年末にサイド6の動画サイトに投稿されるが、当時は話題になっていない。0103年に木星エネルギー船団第IV群が帰還航路上のアステロイドベルトで接近したアクシズを撮影した際に本艦の残骸が写り込んでおり、サイトの動画との関連性が噂される。0120年にはブッホ・ジャンク社がサイトの動画が同社から流出したものであると認めるとともに、アクシズから回収した本艦のデータを公開している。

### グワーシャ
漫画『機動戦士ムーンガンダム』に登場。メカニックデザインは形部一平。艦体色はほかのグワジン級の流れを汲む艦とは異なり白とグレーを基調とする。
グワーシャ級の1番艦で、アクシズ（ネオ・ジオン）でクランゲル家の財力によって独自に建造され、アクシズ造船所が末期に完工・引き渡しした大型戦艦。グワジン級やグワダン級の設計を踏襲し、単独でアステロイドベルトを往還できる性能をもつ。
サダラーン級と同様、艦首は「コグワーシャ (KOGWASHA)」と呼ばれる大型コムサイが接続されている。全長は93メートル。
第一次ネオ・ジオン抗争末期の内戦において、エンドラIIの部隊を始めとする残存将兵を救助するために電撃的に投入されたのが初陣となる。宇宙世紀0092年にはリュース・クランゲル少佐率いるザビ派の旗艦として運用される。艦長はブーデイン。

### レウルーラ
アニメ映画『機動戦士ガンダム 逆襲のシャア』や、小説およびアニメ『機動戦士ガンダムUC』などに登場する、新生ネオ・ジオンの戦艦。デザインは庵野秀明。
シャア・アズナブル率いる新生ネオ・ジオンが建造した総旗艦で、第二次ネオ・ジオン抗争当時最大の火力を持つ。MSカタパルトを艦首上下に1基ずつ装備。内部にはシャア専用の個室やリビング・ルームが備えられている。
『逆襲のシャア』では、艦長はライル中佐。ルナツー奇襲作戦時以外は作戦士官としてナナイ・ミゲル大尉が同乗する。ルナツー奇襲作戦時は当艦のダミーバルーンを参加させ、当艦はアクシズ奪取に向かった。アクシズ落としが失敗するまで健在であったが、その後の消息は劇中では不明。
『UC』では、ネオ・ジオン残党軍「袖付き」の旗艦として登場。艦長はヒル・ドーソン大佐。シャアの反乱時のものと同一とされる。組織の首魁であるフル・フロンタルや、親衛隊アンジェロ・ザウパーらが乗艦している。搭載MS数は10機で、ギラ・ズールを主力機とし、組織のフラッグシップ機であるシナンジュも運用する。ラプラス事変では、フロンタルと共に様々な宙域に展開する。終盤、「ラプラスの箱」争奪戦となったインダストリアル7宙域戦では戦闘に参加せず後詰めとして控えているが、最終的にはコロニーレーザーの砲撃を受け消滅する。
漫画『ダブルフェイク アンダー・ザ・ガンダム』では、宇宙世紀0090年頃、新生ネオ・ジオンに所属するイリア・パゾム中佐が本艦の艦長を務め、テロリスト集団「カラード」とともに地球連邦軍アラハス隊と交戦している。
漫画『機動戦士ガンダムUC バンデシネ』では、ネェル・アーガマ占拠の際に2隻が登場する。